# Алексеева (деревня)
Алексеева (Алексеевка) — деревня в Карачевском районе Брянской области, в составе Бошинского сельского поселения. 

Расположена в 8 км к югу от села Бошино, у границы с Орловской областью. Население — 217 человек (2010).
Имеется отделение почтовой связи, сельская библиотека.

## История
Упоминается с XVII века в составе Подгородного стана Карачевского уезда. В XVIII—XIX вв. — владение Веревкиных, Паниных и других помещиков; состояла в приходе села Петрова.
До 1929 года входила в Карачевский уезд (с 1861 — в составе Бошинской волости, с 1924 в Вельяминовской волости). 
 С 1929 в Карачевском районе; до 2005 года входила в состав Петровского сельсовета (с 1980-х гг. — его центр).

## Население
| Годы      | 1866 | 1887 | 1926 | 1979 | 1989 | 1999 | 2002 |
| --------- | ---- | ---- | ---- | ---- | ---- | ---- | ---- |
| Население | 122  | 164  | 199  | 83   | 243  | 286  | 255  |

| 2010 | 2013 |
| ---- | ---- |
| 230  | ↘216 |